# Hofanlage Marne 1

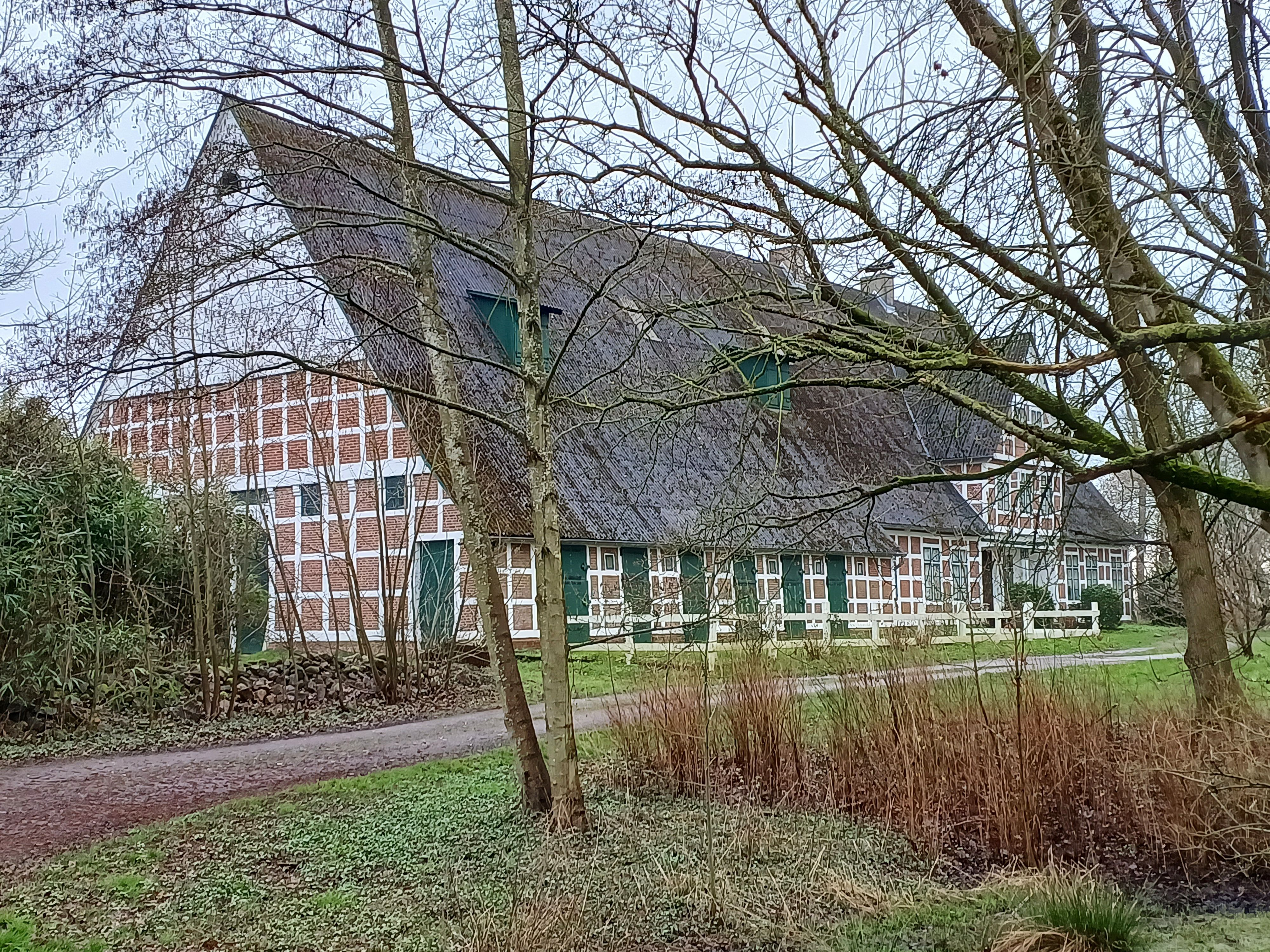
Wohn- und Wirtschaftsgebäude, Ost- und Nordfassade (2023)

Die Hofanlage Marne 1 in der niedersächsischen Samtgemeinde Land Hadeln, Ortsteil Cadenberge-Geversdorf, im Landkreis Cuxhaven, stammt vom Anfang des 19. Jahrhunderts. Aktuell (2024) wird sie landwirtschaftlich genutzt.
Die Gebäude stehen unter Denkmalschutz (siehe auch Liste der Baudenkmale in Cadenberge).

## Beschreibung
Die repräsentative baumbestandene Hofanlage aus dem 19. Jahrhundert besteht aus:
- dem eingeschossigen traufständigen Wohn- und Wirtschaftsgebäude von um 1810 als Zweiständer-Hallenhaus in gleichmäßigem, quadratischen, engmaschigen Fachwerk mit Steinausfachungen, mit Satteldach und zweifach vorkragendem Wohngiebel auf profilierten Knaggen, mit dem großen straßenseitigen risalitartigen Zwerchhaus, mit im Wirtschaftsgiebel dem oberen Giebeldreieck in regionaltypischer Holzverkleidung und der Grooten Door mit Korbbogen sowie der über acht Fache langen Diele,[2]
- der traufständigen umgebauten Scheune von um 1870 in Backstein mit Satteldach,[3]
- einer weiteren traufständigen längeren Scheune von um 1850 als Gefügebau (Ständerbauweise) mit senkrechter Holzverkleidung und mit reetgedecktem Satteldach, östlich abgewalmt[4]
- und dem giebelständigen Schweinestall von um 1890 in Backstein mit Satteldach.[5]

Das Landesdenkmalamt befand u. a.: „… die aufwändige Fachwerkkonstruktion mit dem repräsentativen Wohngiebel verdeutlichen den gehobenen Anspruch des Erbauers …“